# 不動産証券化協会
一般社団法人不動産証券化協会（いっぱんしゃだんほうじん-ふどうさんしょうけんかきょうかい、英: The Association for Real Estate Securitization）は、不動産証券化商品の社会的信用確保と投資家保護を活動の目的として設立された公益法人。略称、通称はARES（エイリス）。

## 概要
- 主な活動
  - 1．不動産証券化および不動産証券化商品に関する調査研究
  - 2．調査研究を踏まえた関係機関への各種提言および意見の具申
  - 3．会員に対する法令遵守および商品販売の適正化、その他投資家保護に関する指導、勧告等
  - 4．会員の営む不動産証券化業務に関する投資家からの苦情の解決支援
  - 5．一般投資家等に対する不動産証券化に関する情報の提供、知識の普及ならびに広報活動

## 沿革
- 1988年（昭和63年）12月 - 「不動産証券化研究会」発足。
- 1990年（平成2年）9月 - 不動産シンジケーション協議会（CRES）設立。
- 2002年（平成14年）12月 - 社団法人不動産証券化協会設立。
- 2006年（平成18年）4月 - 不動産証券化協会認定マスター資格制度を創設。
- 2011年（平成23年）4月 - 一般社団法人不動産証券化協会に移行（公益法人制度改革に拠る）。
- 2011年（平成23年）6月 - 会報誌「不動産証券化ジャーナル」を発刊。

## 組織・人事
- 会長（非常勤）　　三菱地所株式会社 取締役会長　杉山博孝
- 副会長（非常勤）　丸紅株式会社　常任顧問　朝田照男
- 副会長（非常勤）　東急不動産株式会社　代表取締役副会長　植村仁
- 副会長（非常勤）　三井不動産株式会社　代表取締役社長　菰田正信
- 副会長（非常勤）　三井住友信託銀行株式会社　取締役会長　常陰均
- 副会長（非常勤）　株式会社三菱UFJフィナンシャル・グループ　取締役執行役会長　三毛兼承
- 副会長（非常勤）　野村證券株式会社　代表取締役社長　森田敏夫

## 正会員
不動産会社、総合商社、不動産投資顧問（アセットマネジメント、REITの資産運用会社）、金融機関（銀行、証券会社）が入会している。
全119社／2021年1月現在 ※（）内は2013年4月23日時点では会員であったが、現在は会員ではない者。

### ア行
- 株式会社あおぞら銀行
- 株式会社青山財産ネットワークス
- イオン・リートマネジメント株式会社
- いちご不動産投資顧問株式会社
- 株式会社イデラ キャピタルマネジメント
- 伊藤忠商事株式会社
- 牛島総合法律事務所
- ADインベスト・マネジメント株式会社
- 株式会社SMBC信託銀行
- SMBC日興証券株式会社
- エヌ・ティ・ティ・都市開発株式会社
- NTT都市開発投資顧問株式会社
- 株式会社大林組
- オリックス株式会社
- オリックス・アセットマネジメント株式会社

### カ行
- 鹿島建設株式会社
- 近鉄不動産株式会社
- グローバル・アライアンス・リアルティ株式会社
- ケネディクス株式会社
- ケネディクス不動産投資顧問株式会社
- 興和不動産投資顧問株式会社
- （株式会社ゴールドクレスト）
- 株式会社コスモスイニシア
- コンソナント・インベストメント・マネジメント(株）

### サ行
- 株式会社ザイマックス
- 株式会社ザイマックス不動産投資顧問
- さくら綜合事務所グループ株式会社
- 株式会社サンケイビル
- 株式会社サンケイビル・アセットマネジメント
- GLPジャパン・アドバイザーズ株式会社

（*JPモルガン証券株式会社）
- 清水建設株式会社
- ジャパンエクセレントアセットマネジメント株式会社
- ジャパン リアルエステイト アセット マネジメント株式会社
- ジャパン・リート・アドバイザーズ株式会社
- 株式会社新生銀行
- 住商リアルティ・マネジメント株式会社
- 住友商事株式会社
- 住友不動産株式会社
- 税理士法人令和会計社
- 積水ハウス株式会社
- 積水ハウス・アセットマネジメント株式会社
- 双日リートアドバイザーズ株式会社

### タ行
（*株式会社大京）
- 大成建設株式会社
- ダイビル株式会社
- ダイヤモンド・リアルティ・マネジメント株式会社
- 大和証券株式会社
- 大和ハウス・アセットマネジメント株式会社
- 大和ハウス工業株式会社
- 大和リアル・エステート・アセット・マネジメント株式会社
- 株式会社竹中工務店
- DBJアセットマネジメント株式会社

（*東海東京アセットマネジメント株式会社）
- 東急アセットマネジメント株式会社
- 東急不動産株式会社
- 東急不動産キャピタル・マネジメント株式会社
- 東急不動産リート・マネジメント株式会社
- 東急リアル・エステート・インベストメント・マネジメント株式会社
- 東急リバブル株式会社
- 東京海上アセットマネジメント株式会社
- 東京建物株式会社
- 東京建物不動産投資顧問株式会社
- 東京美装興業株式会社
- 株式会社東京リアルティ・インベストメント・マネジメント
- 東洋不動産株式会社
- トーセイ・アセット・アドバイザーズ株式会社

（*トップリート・アセットマネジメント株式会社）

### ナ行
- ニッセイリアルティマネジメント株式会社
- 日鉄興和不動産株式会社
- 日土地アセットマネジメント株式会社
- 株式会社日本政策投資銀行
- 日本土地建物株式会社
- 日本ビルファンドマネジメント株式会社
- 農中信託銀行株式会社
- 野村證券株式会社
- 野村不動産株式会社
- 野村不動産ソリューションズ株式会社
- 野村不動産投資顧問株式会社

### ハ行
- 株式会社長谷工コーポレーション
- 阪急阪神不動産株式会社
- 阪急阪神リート投信株式会社
- ヒューリック株式会社
- ヒューリックリートマネジメント株式会社
- 株式会社福岡リアルティ
- プレミア・リート・アドバイザーズ株式会社
- プロロジス・リート・マネジメント株式会社
- 平和不動産株式会社
- 平和不動産アセットマネジメント株式会社
- ヘルスケアアセットマネジメント株式会社
- 株式会社星野リゾート・アセットマネジメント

### マ行
- 丸紅株式会社
- 丸紅アセットマネジメント株式会社
- 株式会社みずほ銀行
- みずほ証券株式会社
- みずほ信託銀行株式会社
- 株式会社三井住友銀行
- 三井住友信託銀行株式会社
- 三井住友トラスト不動産投資顧問株式会社
- 三井住友トラスト・ホールディングス株式会社
- 三井物産株式会社
- 三井物産リアルティ・マネジメント株式会社
- 三井不動産株式会社
- 株式会社三井不動産アコモデーションファンドマネジメント
- 三井不動産投資顧問株式会社
- 三井不動産フロンティアリートマネジメント株式会社
- 三井不動産リアルティ株式会社
- 三井不動産ロジスティクスリートマネジメント株式会社
- 三菱地所株式会社
- 三菱地所投資顧問株式会社
- 三菱商事株式会社
- 三菱商事・ユービーエス・リアルティ株式会社
- 株式会社三菱UFJ銀行
- 三菱UFJ信託銀行株式会社
- 三菱UFJモルガン・スタンレー証券株式会社
- 森トラスト株式会社
- 森トラスト・アセットマネジメント株式会社
- 森ビル株式会社
- 森ビル・インベストメントマネジメント株式会社
- 森ビル不動産投資顧問株式会社

### ヤ行
- 安田不動産株式会社
- 安田不動産投資顧問株式会社

### ラ行
- りそな銀行